# Кальман, Рудольф
Ру́дольф Э́миль Ка́льман (Калман, венг. Kálmán Rudolf Emil; 19 мая 1930, Будапешт, Венгрия — 2 июля 2016) — американский инженер и исследователь в области теории управления. Внёс существенный вклад в современную теорию управления (считается одним из её основателей), наиболее известен как создатель фильтра Кальмана.
Член Национальной инженерной академии США (1991) и Национальной академии наук США (1994). Иностранный член Французской академии наук (1989), Российской академии наук (1994), почётный член Венгерской АН (1976).  Удостоен Национальной научной медали (2009).

## Биография
Родился в семье инженера-электрика. В 1943 году они эмигрировали в США.
Изучал электротехнику в Массачусетском технологическом институте, где получил степень бакалавра в 1953 году и степень магистра в 1954 году. После МТИ он обучался в Колумбийском университете под руководством Дж. Р. Рагацини и получил степень доктора философии в 1957 году. С 1957 по 1958 год Кальман работал инженером в Исследовательской лаборатории компании IBM. В этот период он сделал вклад в разработку дискретных систем управления, а также в приложения теории Ляпунова к разработке систем управления. В 1958 году Кальман перешел в основанный Лефшецем Институт перспективных исследований в Принстоне, где проработал до 1964 года, дослужившись от математика до заместителя директора. К этому периоду относятся его пионерские работы в области теории управления. В них он исследовал вопросы наблюдаемости и управляемости систем управления, теорию оптимальных систем управления. К этому же времени (конец 1958-го — начало 1959-го года) относится его самая известная работа — разработка фильтра Кальмана. Основываясь на предшествующих работах Винера, Колмогорова, Шеннона и др., Кальман разработал технику оценки вектора состояния системы управления с использованием неполных и неточных (зашумленных) измерений, используемую, в частности, в системах навигации. В 1964 году Кальман перешел в Стэнфордский университет на отделение «Электротехника, механика и исследование операций». В этот период он занимался теорией реализаций и теорией алгебраических систем.
Член Американской академии искусств и наук.

## Награды
- Стипендия Гуггенхайма (1970)[4]
- Медаль Почёта IEEE (1974)
- Медаль Руфуса Ольденбургера (1976)
- Премия Киото (1985)
- Премия Стила (1986)
- Премия Беллмана[англ.] (1997)
- Медаль Эглестона (2005)
- Премия Чарльза Старка Дрейпера (2008)
- Национальная научная медаль США (2009)